# نادي الخالدية (البحرين)
نادي الخالدية الرياضي المعروف أيضًا باسم الخالدية، هو نادي كرة قدم بحريني مقره مدينة حمد بالبحرين، ويتنافس في الدوري البحريني الممتاز. وهو أحدث نادي كرة قدم تم تأسيسه في البحرين، حيث تأسس في عام 2020. الملعب الرئيسي للفريق هو ملعب البحرين الوطني بسعة 28,900 متفرج.

## التاريخ
تأسس نادي الخالدية الرياضي في 27 أكتوبر 2020 وبدأ اللعب في دوري الدرجة الثانية البحريني. في موسمهم الأول، احتلوا المركز الثاني برصيد 12 فوزًا وخمسة تعادلات وخسارة واحدة فقط، وتم ترقيتهم إلى الدوري البحريني الممتاز. في الجولة التأهيلية لكأس الملك، تغلبوا على نادي البحرين بنتيجة 6-1 لكنهم خسروا 1-0 أمام الرفاع في دور الستة عشر.

## الانجازات
- الدوري البحريني الممتاز : 2 (2022–23، 2023–24)
- كأس ملك البحرين : 1 (2022)
- كأس السوبر البحريني : 2 (2022 ، 2023)